# Thyone villosa
Thyone villosa is een zeekomkommer uit de familie Phyllophoridae.
De wetenschappelijke naam van de soort werd in 1867 gepubliceerd door Karl Semper.